# Alcafozes
Alcafozes é uma povoação portuguesa que foi sede da extinta Freguesia de Alcafozes do município de Idanha-a-Nova, na antiga província da Beira Baixa, região do Centro (Região das Beiras) e sub-região da Beira Interior Sul, freguesia que tinha 56,82 km² de área e 202 habitantes (2011), e, por isso, uma densidade populacional de 3,6 hab./km².
A Freguesia de Alcafozes foi extinta em 2013, no âmbito de uma reforma administrativa nacional, para, em conjunto com a Freguesia de Idanha-a-Nova, formar uma nova freguesia denominada União das Freguesias de Idanha-a-Nova e Alcafozes com a sede em Idanha-a-Nova.
Até 1933 Alcafozes foi povoação da freguesia de Idanha-a-Velha.
Em Alcafozes existe a ermida do Santuário da Senhora do Loreto, a Padroeira Universal da Aviação, venerada numa importante festa religiosa e popular que decorre anualmente, no primeiro fim-de-semana do mês de Setembro, em cujas cerimónias religiosas se fazem representar as companhias de aviação civil e a aviação militar do País. No recinto de festas do Santuário encontra-se um avião Cessna T-37, oferecido pelas Forças Armadas, pertencente à Patrulha Acrobática dos Asas de Portugal.
Em 1810, no dia 1 de Agosto, travou-se uma batalha em Alcafozes entre tropas portuguesas e francesas na sequência das Invasões Napoleónicas. O facto está gravado numa lápide na Escola Prática de Cavalaria, em Santarém, e foi romanceado pelo escritor António Rolo, no livro "Amantes da Lua Negra".[carece de fontes?]

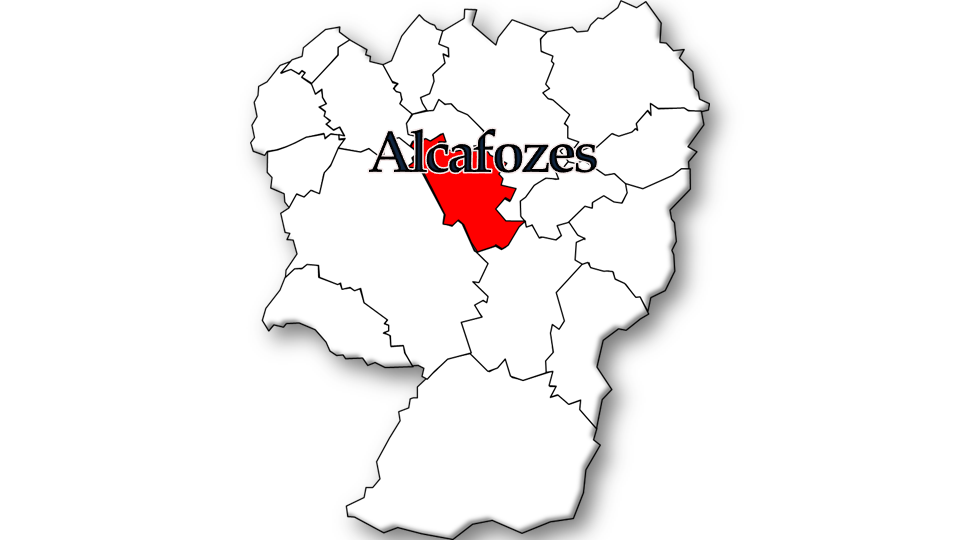
Localização no Município de Idanha-a-Nova

## População
| População da freguesia de Alcafozes | População da freguesia de Alcafozes | População da freguesia de Alcafozes | População da freguesia de Alcafozes | População da freguesia de Alcafozes | População da freguesia de Alcafozes | População da freguesia de Alcafozes | População da freguesia de Alcafozes | População da freguesia de Alcafozes | População da freguesia de Alcafozes | População da freguesia de Alcafozes | População da freguesia de Alcafozes | População da freguesia de Alcafozes | População da freguesia de Alcafozes | População da freguesia de Alcafozes |
| ----------------------------------- | ----------------------------------- | ----------------------------------- | ----------------------------------- | ----------------------------------- | ----------------------------------- | ----------------------------------- | ----------------------------------- | ----------------------------------- | ----------------------------------- | ----------------------------------- | ----------------------------------- | ----------------------------------- | ----------------------------------- | ----------------------------------- |
| 1864                                | 1878                                | 1890                                | 1900                                | 1911                                | 1920                                | 1930                                | 1940                                | 1950                                | 1960                                | 1970                                | 1981                                | 1991                                | 2001                                | 2011                                |
| 612                                 | 608                                 | 733                                 | 974                                 | 1 177                               | 1 140                               | 1 307                               | 1 123                               | 1 099                               | 939                                 | 655                                 | 341                                 | 308                                 | 252                                 | 202                                 |

Nos censos de 1900 a 1930 tinha anexada a freguesia de Idanha-a-Velha (decreto de 2 de maio de 1879) (Fonte: INE)

## Património
- Igreja Matriz de Alcafozes
- Igreja ou Capela da Misericórdia
- Santuário de Nossa Senhora do Loreto
- Capela do Espírito Santo
- Cruzeiros
- Casas senhoriais
- Casas Tradicionais
- Monumento pré-histórico da Granja de S. Pedro
- Anta de Ferreirinhos
- Cabeço dos Mouros - Povoado Fortificado da Idade do Ferro[7]

## Equipamentos
- Casa da Cultura
- Cemitério
- Centro Cultural
- Centro de Dia
- Igreja Matriz
- Junta de Freguesia e Extensão de Saúde

## Colectividades
- Zona de Caça Turística
- Associação de Caça e Pesca de Alcafozes
- LAMFA-Liga de Amigos e Melhoramentos da Freguesia de Alcafozes